# (26) Proserpina
(26) Proserpina es un asteroide perteneciente al cinturón de asteroides descubierto por Karl Theodor Robert Luther desde el observatorio de Düsseldorf-Bilk, Alemania, el 5 de mayo de 1853.
Está nombrado por Proserpina, una diosa de la mitología romana.

## Características orbitales
Proserpina está situado a una distancia media de 2,655 ua del Sol, pudiendo alejarse hasta 2,895 ua. Su inclinación orbital es 3,564° y la excentricidad 0,09032. Emplea 1580 días en completar una órbita alrededor del Sol.